# Hunasekatte, Davanagere
Hunasekatte là một làng thuộc tehsil Davanagere, huyện Davanagere, bang Karnataka, Ấn Độ.